# Surveyjournalen
Surveyjournalen är en serie working papers som publicerar samhällsvetenskaplig forskning baserad på surveydata och ges ut av Linnéuniversitetet. De publicerade artiklarna omsluter en multidisciplinär agenda såsom statsvetenskap, massmedia och kommunikationsvetenskap, sociologi, utbildningsvetenskap, ekonomi, psykologi, socialt arbete och andra samhällsvetenskapliga ämnen. Under perioden 2014-2016 publicerade Surveyjournalen artiklar efter peer-review (gällde ej tekniska rapporter), därefter sker publicering efter redaktionell granskning. 
Surveyjournalens samtliga publikationer är allmänt tillgängliga enligt principen om open access.